# Käthe Stern
Käthe Stern, in den USA Catherine Stern (* 6. Januar 1894 in Breslau; † 8. Januar 1973 in New York City) war eine deutschamerikanische Montessori-Pädagogin, die nach ihrer Emigration in die USA Werke zur Structural Arithmetic publizierte, welche die Grundschule maßgebend beeinflussten.

## Leben
Sie war das zweitälteste von vier Kindern des Humanmediziners Oskar Brieger und dessen Ehefrau Hedwig, geb. Lion, und wuchs in einer assimilierten und wohlhabenden jüdischen Familie auf. Alle Kinder erhielten eine sorgfältige Erziehung, unterstützt von Privaterziehern. Ihr Bruder Peter war ein bedeutender Kunsthistoriker, der Bruder Ernst Brieger wurde Tuberkulose-Arzt in Großbritannien. Nach dem Abitur studierte sie Mathematik und Naturwissenschaften an der Universität Breslau. 1918 promovierte Käthe Brieger. Das Thema ihrer Doktorarbeit lautete: Reflexionsmessungen im Ultrarotem. Ein Beispiel zur Konstitution der Kristallhydrate. Die junge Akademikerin entschied sich nicht für eine naturwissenschaftliche Karriere, sondern für die Arbeit mit Kindern.
Im April 1919 heiratete Käthe Brieger den Humanmediziner Rudolf Stern. Aus der Ehe gingen zwei Kinder hervor, Tochter Toni und Sohn Fritz. Nach einem kurzen Aufenthalt in Berlin, wo Käthe Stern die Ausbildung zur Montessori-Pädagogin absolvierte, rief sie in Breslau ein Montessori-Kinderhaus ins Leben. Dort erprobte und erarbeitete sie eine neue Methode, die sie Erweitertes Montessori-System nannte. Damit versuchte sie eine Synthese aus der Pädagogik Friedrich Fröbels und Maria Montessoris herzustellen, dabei die neuesten Erkenntnisse der Kinderpsychologie berücksichtigend. Diesbezüglich konstatierte Käthe Stern:
Wir mußten uns dort von Montessori trennen, wo die eigene psychologische Beobachtung oder die Ergebnisse der entwicklungspsychologischen Forschung zum Ausbau zwangen. Da nun die heutige Psychologie in vielen Punkten bestätigt, was Fröbel intuitiv erfaßt hatte, so ist allein dadurch unsere Verbindung zu Fröbel gegeben.
Margarete Schörl bezeichnete die Stern’sche Erweiterung des orthodoxen Montessori-Systems als den besten aller seinerzeit unternommenen praktischen Lösungsversuche.
Mit Beginn der NS-Diktatur musste Käthe Stern, weil „nicht arischer“ Abstammung, ihre pädagogisches Wirken einstellen. Doch sie blieb nicht untätig und entwickelte zuhause neue Materialien für den Rechenunterricht. Ferner wurde sie zu Vorträgen in das Ausland eingeladen. So hielt sie zum Beispiel 1935 auf der Berner Oktobertagung der Kindergärtnerinnen Vorträge, die in der Fachzeitschrift „Der Schweizer Kindergarten“ veröffentlicht wurden, über ihr „Erweitertes Montessori-System“. Ihr Fazit:
Es darf nicht wundernehmen, dass zwischen dem 'erweiterten Montessori-System' und dem neu gestalteten Fröbel-Kindergarten die krassen Unterschiede wegfallen... Es bleibt Montessoris unvergesslicher Verdienst, eine Methode geschaffen zu haben, die die freie Entwicklung des Kindes gewährleistet, und es ist ein unbeabsichtigter, aber fast ebenso gewaltiger Erfolg, dass sie den Anstoss dazu gegeben hat, den Fröbel-Kindergarten mit neuem Geist zu efüllen.
In letzter Minute emigrierte die Familie Stern in die USA. Dort arbeitete Käthe Stern mit Max Wertheimer zusammen, der großes Interesse an ihrem in Deutschland entwickelten Rechenmaterial, genannt Structural Arithmetic, hatte. Darüber verfasste Käthe Stern, zusammen mit ihrer Tochter und Schwiegertochter, einige größere Werke. Diesbezüglich schrieb ihr Sohn:
Die Bücher und das Rechenmaterial meiner Mutter haben im amerikanischen Bildungswesen erheblichen Niederschlag gefunden. Rückblickend erkenne ich, daß die Methode... eines von vielen Beispielen dafür war, wie deutsche Ideen sich in den Vereinigten Staaten weiterentwickelt und positive Wirkung entfaltet haben, als eine Transplantation, in der Einsichten und Vorzüge aus beiden Ländern zusammenflossen.

## Werke (Auswahl)
- Zum optischen Verhalten des Kristallwassers. In: Annalen der Physik. 1918, S. 287 ff.
- Sprachlicher Egozentrismus und Gemeinschaftsgefühle im Kinderhaus. In: Erziehung zur Gegenwart. 1932, S. 28 ff.
- Methodik der täglichen Kinderhauspraxis. Psychologische und pädagogische Erfahrungen mit meinem erweiterten Montessori-System. Leipzig 1932.
- Wille/Phantasie und Werkgestaltung in einem erweiterten Montessori-System. Leipzig 1933.
- Children Discover Arithmetic. Harper&Brothers 1949.
- (zusammen mit Toni S. Gould): Children discover reading. An introduction to structural reading. Random House, New York 1965.